# Polyrhachis excisa
Polyrhachis excisa é uma espécie de formiga do gênero Polyrhachis, pertencente à subfamília Formicinae.